# Cristóvão de Paris
Cristóvão de Paris (também conhecido como Christophe de Paris, Cristóforo Parigino, Christophorus Parisiensis) foi um Alquimista italiano ativo no final do séc. XV e autor de uma série de tratados influenciados pelo pseudo-Lúlio. Ele morava em Veneza e supostamente teve contatos com viticultores locais como Angelo Barovier.
Ele foi citado no teatrum Chemicum e teve uma boa reputação entre os alquimistas dos séculos séc. XVI e séc. XVII, porque ele deveria conhecer os segredos da pedra filosofal.

## Invenção do vidro
Foi Cristoforo de Paris e o frade carmelita de Barcelona Guilherme Sedacer (1300-1383) que, em (1470 (aprox.), atribuíram ao vidro um papel relevante na definição de alquimia, e por que caminho os textos pseudolulianos chegariam às mãos d Guido Montaor (séc. XV), autor de Scala sapientiae que, aparentemente, era tinha sua origem nas terras de Platão e de Sócrates. Por esta época,(1470), Guilherme Sedacer já havia morrido.
O vidro tinha que ser transparente e sem bolhas de ar ou inclusões. Já desde 1378, que Guilherme Sedacer, o tinha concebido em um trabalho excepcional, detalhado e preciso e, baseado especialmente na fabricação de vidro transparente.  Ele formulou vários tipos de vidro, incluindo vidros à base de chumbo (que, séculos mais tarde, alguns deles, tiveram sua patente registrada na Inglaterra). A partir dessa descoberta (do vidro transparente), tornou-se possível a fabricação de lentes e prismas ópticos para a fabricação de binóculos, óculos e lunetas.  
O primeiro tratado a considerar é o catalão: "Sedacina", obra do frade carmelita Guillem Sedacer, de Barcelona, datada de 1378.  que trata da fabricação de um vidro muito transparente, que pode ser usado em casos específicos (garrafa náutica, óculos e lentes, lupas e telescópios). Um dos objetivos de Sedacer era a fabricação de gemas de várias cores, cuja base era um vidro transparente. Outros aspectos a serem ressaltados são as diferentes fórmulas de Sedacer. Já Barovier concebeu, em 1463, a fabricação do vidro "cristalino" e o vidro "pederneira", baseado em chumbo, seria patenteado na Inglaterra por George Ravenscroft (1632–1683), em 1672. O trabalho de Sedacer estava avançado em ambas as inovações.
Quanto ao interesse de Cristóvão pela arte do vidro ele, morando em Veneza, supostamente, teve contatos com vidreiros locais, dentre os quais o afamado Angelo Barovier, inventor do vidro cristalino, pertencente a uma família com uma longa tradição de trabalho em vidro. As habilidade de Barovier, foram atestadas pelo humanista Ludovico Carbone, por exemplo, que o descreve como sendo o maior produtor de vasos cristalinos. Já Filarete, arquiteto dos duques de Milão, fez com que Barovier fosse convocado, em 1455 na corte de Milão, para sugerir a melhor pasta de vidro a ser usada na construção de Sforzinda, a cidade ideal desejada por Francesco Sforza e projetada (mas nunca implementado) pelo mesmo Filaret.

## Obras
As obras de Cristóvão de Paris sobrevivem em vários manuscritos e cópias impressas:
- Repertório alfabético. Original italiano, 1466 ou 1476. [6] Tradução francesa, O grande aprobatório da filosofia química, preservada em Paris, Biblioteca do Arsenal MS. 2518 (172 SAF). A tradução francesa foi impressa em Paris em 1628 como A grande iluminação da Pedra Filosofal, atribuída a Nicolas Flamel.
- Elucidário maior que a soma dos metais transmutacionais. Paris, 1649. Tradução alemã: Hamburgo, 1697; Frankfurt, Leipzig, 1772.
- Obras de Cristóvão de Paris, os excelentes filósofos corrigidos de qualquer superfluidade, traduzido, em janeiro, do italiano para o francês 1584. Preservado em Londres, Wellcome Livraria MS. 192 e Biblioteca da Universidade de Leiden, Voss. Chym. Q3. [7]

1. Medulla artis.
2. Viollette (Violeta)
3. A véspera vegetal e mineral... que é chamada pelo autor Lucidário ou Soma importante da arte transmutatória dos corpos de metais.
4. L'alphabet seire.
5. A prática de notre oeuur (A prática do nosso trabalho)e.

- Summetta, 1478. Manuscrito, Osler, Biblioteca da História da Medicina.
- La somma minore, 1471. (em italiano)
  - La somma minore, sob a forma de uma carta para Andrea Ognibene, datada de 24 de dezembro de 1471 (1470 em outras cópias), TK 562. Cf. T IV, pp. 348-351, para discussão de Cristóvão e suas obras. Nesta cópia há um alfabeto anexado, mencionado acima, explicando o significado de cada uma das vinte e três letras e nove símbolos seguintes, como no alfabeto da impressora da época.]

### Acervo da Universidade de Yale[8]
- Citara, ou Medolla della Summeta, 1474. (em italiano)
  - Citara ou Medolla della Summeta, sob a forma de uma carta para o mesmo Andrea datada de 12 de setembro de 1474, TK 1416. Como no texto precedente, um alfabeto de "significados" de símbolos de letras é acrescentado.]
- Carta a Andrea Ognibene, 1473. (em italiano)
  - Carta a Andrea Ognibene, de 2 de março de 1473. Ao discutir as cartas de Cristóvão de Paris, torndike, loc. cit. afirma que Cristóvão escreveu cartas em nome de Andrea Ognibene para Cristóvão de Recaneto, cujo nome, no entanto, não ocorre em MS 24.]
- pequeno trato não identificado, mencionando sua outra escritos e servindo para conectar textos no presente manuscrito, que o autor parece descrever como um compêndio abreviado de seus escritos.]
- Três alfabetos alquímicos. (em latim) e (em italiano)
  - Três alfabetos latinos, cada um com um cabeçalho em Italiano. O primeiro não é mais do que uma tradução do alfabeto já escrito no códice em ff. 33v-34r, qv, mas fecha com a observação em Italiano que o autor não quis colocar este assunto "em um grande volume ou pergaminho grande "porque o Pai diz que estes são muito difíceis de carregar. O segundo alfabeto pode relacionar, como o título afirma, a Cristóvão Lucidario, ou Somma maggiore, não presente neste códice. O título do terceiro alfabeto também relaciona-lo ao Lucidario, mas foi anotado por TK 2 de um MS de Munique como um texto separado, provisoriamente atribuído a Cristóvão.]
- Trato curto não identificado. (em italiano)
- Carta a Andrea Ognibene, 1476. (em italiano)
  - Carta a Andrea Ognibene, datada de 10 de agosto 1476, de Paris. Veja os comentários para a carta de 1473, ff. 35r-39r, acima.]